# Cape Canaveral Air Force Station Launch Complex 13 Landing Zone 1

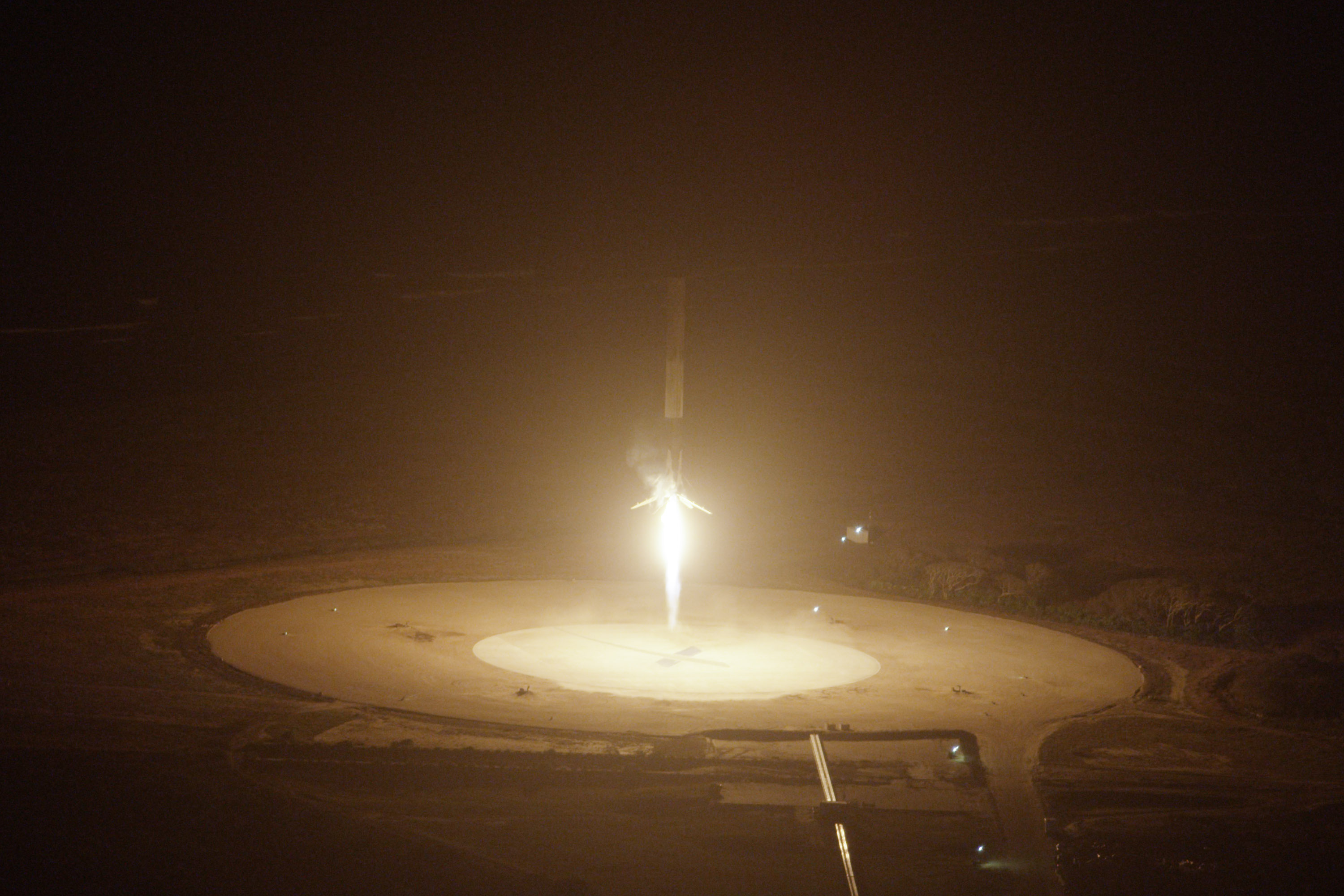
SpaceX bärraket landar på Landing Zone 1, efter att ha skickat upp ORBCOMM-2

Landing Zone 1 är en landningsanläggning som används för återvändande bärraketer från SpaceX-uppdrag. Anläggningen byggdes på mark som hyrdes ut från februari 2015 av United States Air Force, på platsen för den tidigare Cape Canaveral Air Force Station Launch Complex 13.
Första landningen av ett förstasteg av en Falcon 9-raket gjordes den 22 december 2015.